# Bernhard Gemelich
Bernhard Gemelich (* 15. Juni 1605 in Innsbruck; † 10. Juli 1660 ebenda) war der 26. Abt des Stiftes Stams in Tirol.

## Leben
Bernhard Gemelich, mit bürgerlichem Namen Johannes, trat am 7. Februar 1623 unter Abt Thomas Lugga (1615–1631) in das Kloster ein. Er war der älteste Sohn des Orgelbauers Georg Gemelich. Nach dem Durchlaufen des Noviziates legte er am 11. Februar 1624 im Alter von 18 Jahren die feierliche Profess ab. Gemelich war der Erste, der einen vom bürgerlichen Namen abweichenden Ordensnamen annahm. Im  Mai 1625 wurde er von seinem Abt bei den Franziskanern in Innsbruck in die Kost gegeben, um bei den Jesuiten Vorlesungen hören zu können. Im Oktober 1629 wurde er zum Studium der Theologie und des kanonischen Rechts nach Salzburg geschickt. Das Theologiestudium beendete er mit dem Doktorat. Im September 1631 empfing er in Brixen die Priesterweihe.  Im November 1633 wurde er von Abt Paul Gay zum Cellerar,  am  8. Mai 1634 zum Prior bestellt. Nach dem Ableben Gays im Mai 1638 wurde Gemelich am 11. August zum Abt gewählt. Die Benediktion des neu gewählten Prälaten wurde im Kloster Kaisheim vollzogen.
Vielfach und erfolgreich war er als Generalvikar der 1624 gegründeten Oberdeutschen Zisterzienserkongregation tätig und als Geheimer Rat Erzherzog Ferdinand Karls und Hofkammerpräsident (1650–1659) mit dem Innsbrucker Hof verbunden. Mehrfach besuchte ihn Kaiser Ferdinand III. im Kloster. Als Bauherr ist er vor allem für die Errichtung der neuen Sakristei und des Dormitoriums verantwortlich.